# أورلاندو فينتورا
أورلاندو فينتورا (بالإسبانية: Orlando Ventura)‏ هو لاعب هوكي الحقل مكسيكي، ولد في 20 مايو 1948.

## وصلات خارجية
- أورلاندو فينتورا على موقع أوليمبيديا (الإنجليزية)